# Beatrix von Steiger
Beatrix von Steiger (* 22. Dezember 1889 in Bern; † 23. August 1974 in Muri bei Bern) war eine Schweizer Kulturschaffende.

## Leben
Von Steiger war die Tochter von Alice de Bary und Hans von Mülinen. Die Berner Frauenrechtlerin Helene von Mülinen war eine Tante von ihr. Sie machte die Matura in Bern und bildete sich danach in Rezitation aus, die sie im In- und Ausland praktizierte. Sie war «Laienschauspielerin und Vorstandsmitglied des Berner Heimatschutztheaters». 1914 heiratete sie Eduard von Steiger. 1923 gründete sie zusammen mit anderen den Berner Theaterverein und wirkte im Berner Lyceum Club u. a. als «Delegierte im Zentralkomitee» und von 1947 bis 1966 als Präsidentin der Berner Sektion. 1956 wurde sie in die schweizerische UNESCO-Kommission gewählt. Zudem war sie «Vorstandsmitglied der Schweizerischen Trachtenvereinigung und der Stiftung Schloss Oberhofen». 1967 veröffentlichte sie ihr Werk Us mym Läbe. Ihr Nachlass befindet sich in der Burgerbibliothek Bern.